# Gonatocerus tarae
Gonatocerus tarae är en stekelart som först beskrevs av Narayanan och Subba Rao 1961.  Gonatocerus tarae ingår i släktet Gonatocerus och familjen dvärgsteklar. Inga underarter finns listade i Catalogue of Life.